# Oxyopes papuanus
Oxyopes papuanus là một loài nhện trong họ Oxyopidae.
Loài này thuộc chi Oxyopes. Oxyopes papuanus được Tord Tamerlan Teodor Thorell miêu tả năm 1881.